# 中岳 (九重山)
中岳（日语：／ Naka-dake）是日本大分縣竹田市內的一座活火山。標高1,791公尺，是九重山系的最高峰，同時是九州島上的最高峰，被稱為「九州屋脊」。中岳也是阿蘇九重國立公園的一部分。

## 概要
山體因15,000年－10,000年前的火山活動形成，同時形成的還有久住山、星生山、三俁山、湯澤山、泉水山等山峰。
中岳的地質活動十分頻繁，是日本氣象廳對九重山地域重點觀測的兩座火山之一。（另一座是星生山）
北面建有法華院溫泉山莊，是九重山的觀光地之一。